# Piave
Der Piave (deutsch: „Ploden“) ist ein 220 km langer Fluss in Oberitalien. Er entspringt am Südhang der Karnischen Alpen nahe der deutschen Sprachinsel um den Ort Bladen, auch Plodn, (ital.: Sappada) am Berg Hochweißstein (Monte Peralba) und fließt in seinem breiten, schottrigen, im Sommer trockenfallenden Torrentental weiter durch Longarone, wo er den Torrente Maè aus dem Val di Zoldo aufnimmt, sowie Belluno und mündet bei dem bekannten Badeort Jesolo in die Obere Adria. Der Ort Bladen bzw. seine Benennung „Plodn“ korreliert mit der deutschen Bezeichnung für den italienischen Fluss Piave („Ploden“).

## Name
Die Herkunft des Namens „Piave“ ist ungeklärt; er könnte jedoch vom romanischen Wort für Regen stammen (lat.: „pluvia“, ladinisch: „plöia“, venezianisch: „pióva“). Das Genus des Flusses ist ebenfalls umstritten. Im heutigen Italienisch ist der Piave maskulin („il Piave“), auf Venezianisch jedoch feminin (la Piave). Im Deutschen kommen ebenfalls beide Formen vor; als korrekt gilt jedoch heute die maskuline Variante. Angeblich geht die endgültige offizielle Festlegung des Genus auf die Zeit des Faschismus in Italien zurück, als der Piave nach den Schlachten im Ersten Weltkrieg zum Schicksalsstrom Italiens stilisiert wurde und zahlreiche patriotische Lieder und Gedichte über den Fluss verfasst wurden. Die entscheidende letzte Schlacht des Krieges, die zur Auflösung der österreichisch-ungarischen Armee und dem Sieg Italiens geführt hat, hat nordöstlich des Piave bei Vittorio Veneto stattgefunden. Das berühmteste dieser Lieder, La leggenda del Piave (La canzone del Piave), wurde vom Dichter E. A. Mario (eigentlich Giovanni Ermete Gaeta) verfasst und war nach dem Sturz Mussolinis 1943 und der Besetzung Norditaliens durch Deutschland (Italienische Sozialrepublik) bis zum Ende der Monarchie 1946 sogar die Nationalhymne des südlichen von den Alliierten befreiten Königreich Italien. In diesem Lied ist der Piave maskulin.

## Verlauf

### Oberes Piavetal
Der Piave entspringt in den Karnischen Alpen auf 2.037 m Meereshöhe am Fuße des Hochweißstein (Monte Peralba) in der zimbrischen Gemeinde Bladen. Dieser Ort gehört zur Region Friaul-Julisch Venetien. Der Fluss wechselt unterhalb des Plodnertals und bis zu seiner Mündung in die Region Venetien.
Nach dem Plodnertal durchfließt der Piave das Comelico-Hochtal und dann das mittlere Cadore. In seinem weiteren Verlauf bildet der Fluss die Grenze zwischen den Südlichen Karnischen Alpen auf seiner Ostseite und den Dolomiten auf seiner Westseite. Südlich dem Ort Domegge di Cadore wird der Piave zu einem See aufgestaut. Dieser liegt auf 683 m, hat eine Fläche von 2,3 km² und wird zur Elektrizitätsgewinnung genutzt. Das Kraftwerk Pieve di Cadore wurde in den späten 1950er Jahren errichtet und 1961 in Betrieb genommen.

### Unteres Piavetal

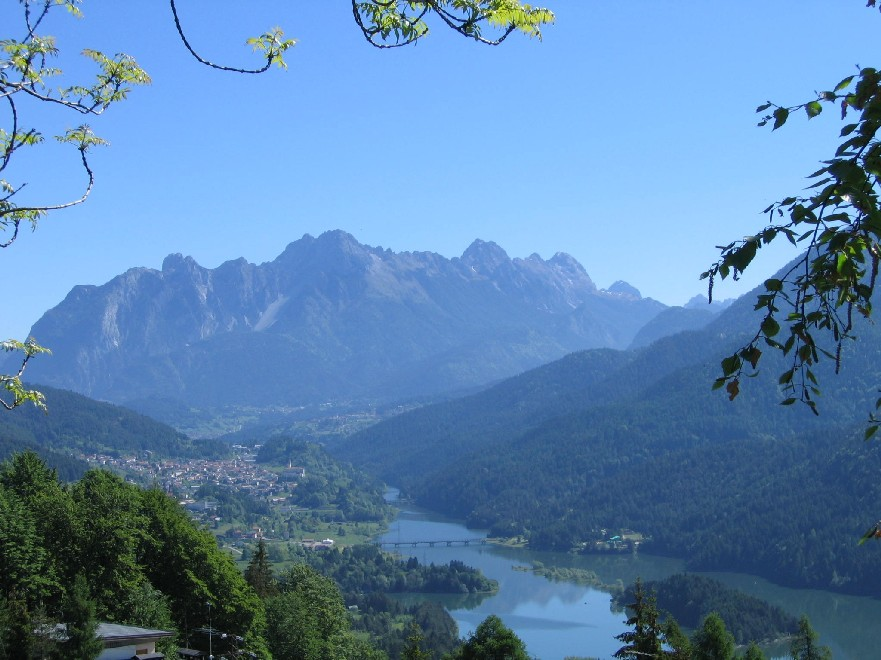
Oberlauf des Piave im Cadore
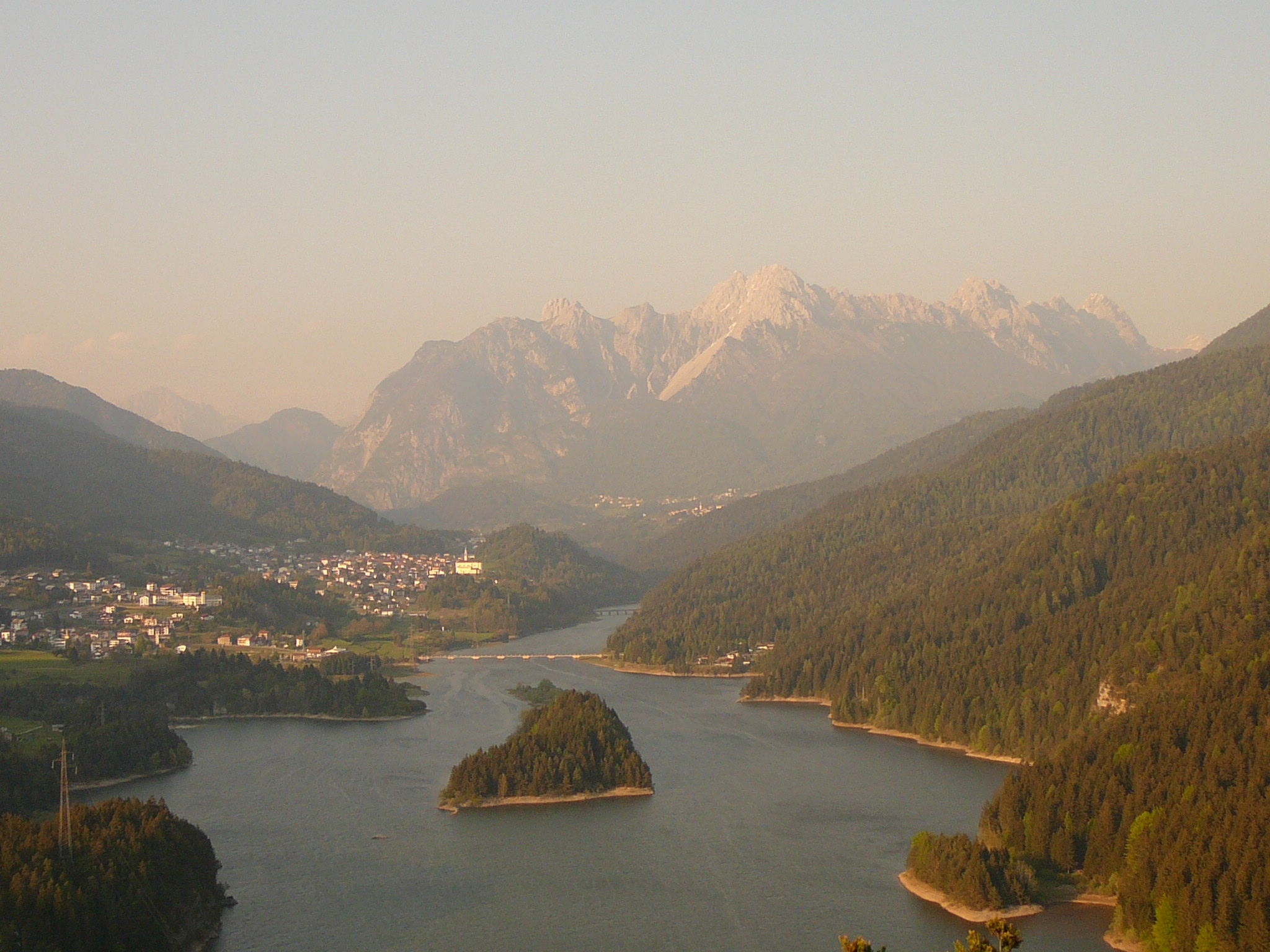
Der Cadore-Stausee

## Geschichte
In der Römerzeit mündete der Piave in den nördlichen Teil der damaligen Lagune von Venedig und vereinigte dort seine Wasser mit der Brenta und dem Sile, die damals ebenfalls in die Lagune mündeten. Über den Lauf des heutigen Canale San Felice in Cannaregio mündete der Piave in den Brenta, dessen alter Flusslauf heute der Canal Grande ist. Gemeinsam strömten sie dann Richtung Meer und mündeten schließlich beim Porto di Lido (auch Porto de San Nicolò) in die Adria. Der nördliche der drei heutigen Zugänge zur Lagune ist also die alte Mündung des Piave und des Brenta.
Diese Gebirgsflüsse brachten viel Schwemmmaterial in die Lagune ein und trugen so zur Bildung jener Inseln bei, auf denen heute die Stadt Venedig steht. Das jährliche Schmelzwasser im Frühling führte jedoch auch zu regelmäßigen Überschwemmungen, und das heutige Flachland rund um die Lagune war damals eine ausgedehnte Sumpflandschaft, in der die Malaria endemisch war.
Als sich das Weströmische Reich immer mehr in Chaos und Anarchie auflöste, strömten zunehmend Flüchtlinge in die Lagune und besiedelten die sumpfigen Inseln. Besonders der Einfall der Westgoten unter Alarich I. um 400, die Zerstörung von Aquileia durch die Hunnen im Jahr 452 und der Einfall der Langobarden im Jahr 568 lösten solche Flüchtlingswellen aus. Im Jahr 589 kam es zu einer großen Flut, die auf Italienisch Rotta della Cucca genannt wird und über die der langobardische Historiker und Mönch Paulus Diaconus berichtet. Die Uferbefestigungen waren seit dem Zusammenbruch der römischen Verwaltung nicht mehr ausreichend gewartet und renoviert worden und hielten dem Hochwasser dieses Jahres nicht mehr stand. Nach der Überlieferung war für diese Flut ein Deichbruch an der Etsch beim Ort Cucca namensgebend, dem heutigen Veronella, 35 km südöstlich von Verona. Jedoch traten alle Flüsse der nördlichen Adria, die im Mündungsbereich in einem komplizierten Geflecht aus Kanälen und Seitenarmen miteinander verbunden waren, über ihre Ufer, inklusive des wasserreichsten Flusses der Region, des Po. Von Comacchio im Süden bis Grado im Norden war das gesamte Küstengebiet überschwemmt. Diese Flut änderte die antiken Flussläufe radikal und die Bewohner Venedigs beschlossen daraufhin Schutzmaßnahmen für die Zukunft. Als erstes Großprojekt der jungen Republik Venedig wurde so der Lauf des Piave verändert. Ein neues Flussbett wurde angelegt und der Piave von der Lagune abgelenkt. Die neue Mündung war nun südlich von Jesolo, zwischen dem heutigen Lido di Jesolo (Faro) und Porto di Piave Vecchia.
Aus dem Mittelalter ist überliefert, dass der Piave zum Transport von Holz genutzt wurde. Aus den waldreichen Gebieten der Zimbern und des Belluno wurde Holz nach Venedig geschwemmt, das dort zur Errichtung neuer Häuser und auch für den Bau von Schiffen verwendet wurde. Über die kanalisierten Altarme des Piave konnte dieses Holz schwimmend bis zu den Baustellen und Werften der Stadt gebracht werden. Im Jahr 1258, laut anderen Quellen 1383, änderte der Piave seinen natürlichen Verlauf im Gebiet von San Donà, wodurch die namensgebende Kirche San Donato seitdem auf dem rechten Ufer liegt und zur Gemeinde Musile gehört, während die Stadt San Donà am gegenüberliegenden linken Flussufer ist.
Im Jahr 1680 wurde die Piavemündung erneut durch einen großen Kanalbau verändert und weiter nach Norden verlegt. Die neue Mündung liegt seitdem östlich von Eraclea, während der alte Flusslauf als schiffbarer Wasserweg erhalten wurde. Gleichzeitig wurde der Sile so umgelenkt, dass er nicht mehr in die Lagune mündet, sondern sein Wasser über einen Kanal in den Piave geleitet werden konnte. Einige Jahre später erwies sich der Damm dieses Kanals jedoch als zu schwach, als er beschädigt wurde. Das Wasser des Sile überflutete die Gegend, und zwischen den Orten Bagaggiolo und Ca ’Tron entstand ein neuer Süßwassersee. Dieses Gebiet konnte erst später durch neue Kanalisierungsbauten wieder trockengelegt werden, um es landwirtschaftlich zu nutzen.

### Bedeutung im Ersten Weltkrieg

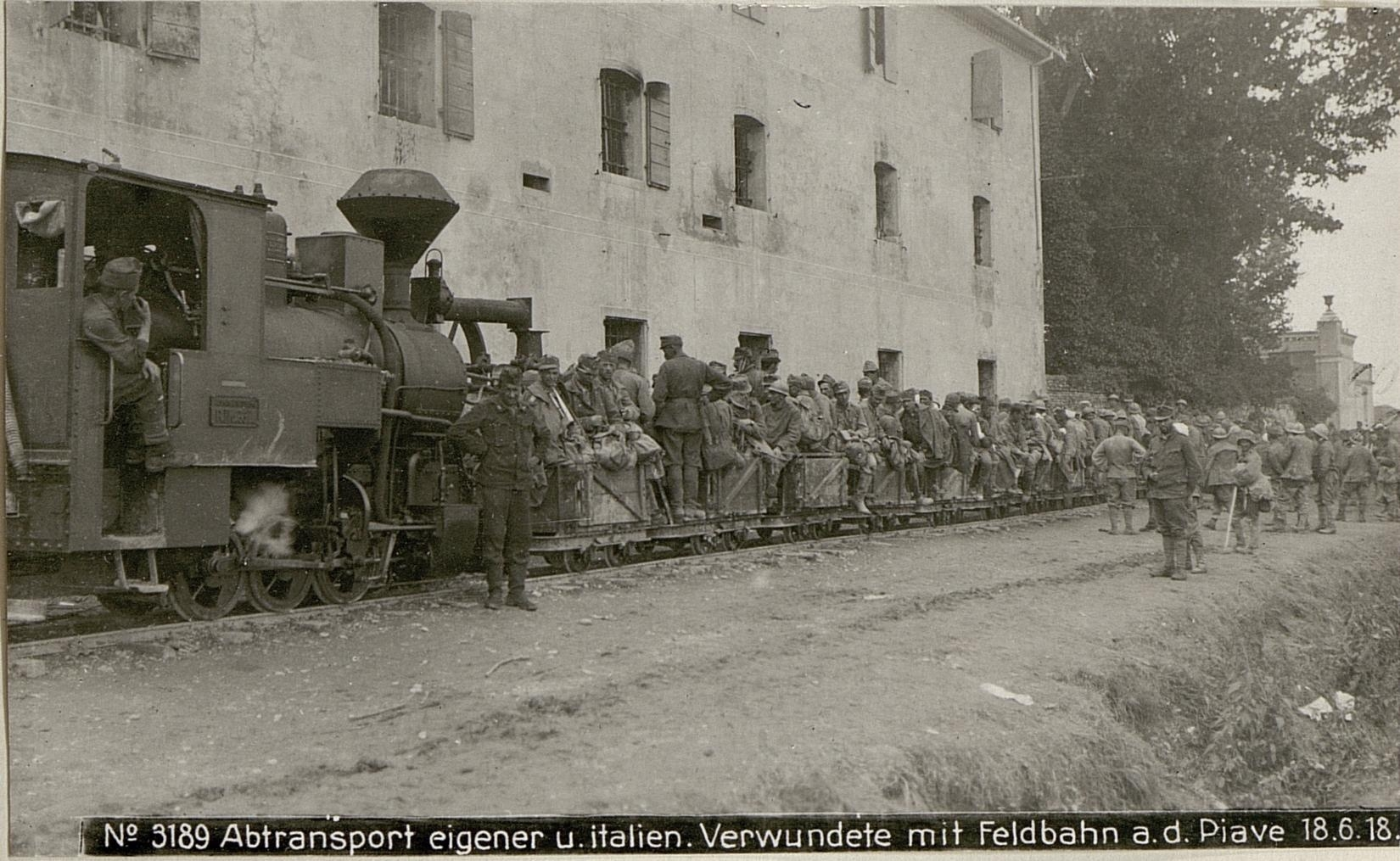
Abtransport k. u. k. sowie italienischer Verwundete mit der Feldbahn am Piave, 18. August 1918

Im Ersten Weltkrieg bildete der Unterlauf (der Teil des Flusses nach dem Austritt aus dem Gebirge) ab November 1917 die neue Frontlinie nach der für die österreichisch-ungarische Armee erfolgreichen Zwölften Isonzoschlacht. Ein Versuch der k. u. k. Streitkräfte, ab 15. Juni 1918 die italienische Front mit einer neuen Offensive zu durchbrechen, scheiterte unter schweren Verlusten (siehe Piaveschlachten). Der Großangriff der Alliierten im Piavegebiet am 24. Oktober 1918 führte zum Zusammenbruch der Südwestfront, zur militärischen Katastrophe der k. u. k. Armee in Venetien (bei Vittorio Veneto, siehe Schlacht von Vittorio Veneto) und zum Abschluss des Waffenstillstands von Villa Giusti bei Padua.

### Ernest Hemingway am Piave
Ernest Hemingway hielt sich gegen Ende des Ersten Weltkriegs am Piave auf. Am 8. Juli 1918 schlug eine Bombe der k. u. k. Armee neben ihm ein, während er den Soldaten Schokolade, Zigaretten und Postkarten lieferte. Als er später einem Verwundeten helfen wollte, wurde er angeschossen und in ein Krankenhaus nach Mailand gebracht. Seine Erlebnisse an der Front hat er in dem 1929 erschienenen Roman In einem andern Land aufgearbeitet.

## Weinbau in der Region Piave
Die zum Veneto und der Provinz Treviso gehörende Weinregion Piave und die hier erzeugten Weine genießen den Schutz einer „kontrollierten Herkunftsbezeichnung“ – D.O.C.-Weine.